# Гарольд Роббінс
Га́рольд Ро́ббінс (англ. Harold Robbins; справжнє ім'я — Гарольд Рубін, англ. Harold Rubin, також відомий під ім'ям Френсіс Кейн; 21 травня 1916 Нью-Йорк — 14 жовтня 1997, Палм-Спрінгз, Каліфорнія) — американський письменник, автор гостросюжетних і детективних романів.
Його книги були перекладені 32 мовами. Всього продано понад 750 мільйонів примірників. Книги Роббінса можна характеризувати як гостросюжетні романи, де домінантами є — секс, гроші та влада, в них широко використовуються світські плітки та завуальовані факти з біографій відомих людей. Кожен новий його роман викликав величезний резонанс в суспільстві.

## Біографія
Гарольд Роббінс (Гарольд Рубін) народився в Нью-Йорку 21 травня 1916 року, старшим із чотирьох дітей в освіченій єврейській родині Френсіс «Фанні» Сміт та Чарльза Рубіна. Його батьки були емігрантами з Російської імперії, батько з Одеси, а мати з Несвіжа. Його батько був успішним фармацевтом на Манхеттені.
Роббінс здобув освіту в George Washington High School. Закінчивши школу, він змінив кілька робіт.
Згідно з поширеними, але, в основному, сфабрикованими ним біографічними розповідями, він провів своє дитинство в притулку. Роббінс стверджував, що він заробив свій перший мільйон у 20 років на оптовій торгівлі цукром і втратив його перед війною. Так чи інакше, 1937 року Роббінс опинився без засобів для існування і, переїхавши до Голлівуду, вступив працювати до кінокомпанії «Юніверсал» спочатку експедитором. Цього ж року він одружується вперше, шлюб його виявився бездітним, але поза цим шлюбом він мав кілька дітей.
Загалом Роббінс був одружений тричі. А його перша дружина була його подругою дитинства, її батько допоміг Роббінсу отримати роботу в Голлівуді.
Перша книга "Ніколи не люби мандрівника" (Never Love A Stranger) була опублікована в 1948 році. Вона ґрунтувалася на спогадах дитинства. Ця книга через сцени насильства і сексу була заборонена в деяких американських штатах, наприклад у Філадельфії, викликала судові суперечки та дала письменнику пристойну безкоштовну рекламу. У цей час Гарольд вже працював у сценарному відділі кінокомпанії.  Наступна його книга «Торгівці мріями» (The Dream Merchants, 1949) розповідає про становлення та розвиток американського кіно. Темі Голлівуду як «фабриці мрій» та місці, де трагічно руйнуються надії та долі людей присвячені багато його книг, у тому числі «Куди пішла любов» (Where Love Has Gone, 1962) «Спадкоємці» (The Inheritors, 1969), «Самотня леді» (The Lonely Lady, 1976).
З 1957 Гарольд Роббінс стає професійним письменником і пише зазвичай 5000 слів на день. Три покоління американських письменників вважають Гарольда Роббінса своїм учителем. У 50, 60 та 70-х роках цей письменник був головним законодавцем моди в американській літературі. Кожен новий його роман викликав величезний резонанс у суспільстві. Багато його романів екранізовано.
Після інсульту, спровокованого зловживанням наркотиками, з 1982 року Роббінс був прикутий до інвалідного візка, але продовжував писати.
Гарольд Роббінс помер 14 жовтня 1997 року від нападу серцевої недостатності та був похований у Мавзолеї у Палм-Спрінгс у Каліфорнії.